# Herta Worell
Herta Worell (* 20. September 1912 in Olmütz; † 5. April 1996 in München) war eine deutsche Schauspielerin.

## Leben
Sie lebte seit 1914 in Deutschland und nahm nach der Schule privaten Tanz-, Gesangs- und Schauspielunterricht in Berlin. Ihr erstes Engagement erhielt sie 1932 an Victor Barnowskys Komödienhaus. Sie spielte bis 1945 als flottes Mädel an verschiedenen Berliner Bühnen wie dem Theater in der Saarlandstraße meist in Komödien und Operetten.
Seit 1933 war sie auch häufig im Kino zu sehen, obwohl ihr der große Durchbruch nie gelang. Herta Worell ließ sich nach dem Krieg in München nieder, wo sie von 1955 an vor allem an der Kleinen Komödie wirkte. Daneben gastierte sie in Frankfurt, Hamburg, Wien und Zürich.
Sie wurde auf dem Waldfriedhof in München, Gräberfeld 421, anonym bestattet.

## Filmografie
- 1933: Der große Unbekannte (Kurzfilm)
- 1933: Der Judas von Tirol
- 1933: Du bist entzückend, Rosemarie!
- 1934: Schloß Hubertus
- 1934: Das Geschäft blüht (Kurzfilm)
- 1935: Aennchen von Tharau (Kurzfilm)
- 1935: Herbstmanöver
- 1936: Mädchen in Weiß
- 1936: Das Ochsenmenuett (Kurzfilm)
- 1937: Die Korallenprinzessin
- 1937: Tango Notturno
- 1938: Rote Orchideen
- 1939: Rote Mühle
- 1939: Roman eines Arztes
- 1939: In letzter Minute
- 1940: Die lustigen Vagabunden
- 1943: Akrobat schö-ö-ö-n
- 1950: Dreizehn unter einem Hut
- 1950: Kronjuwelen
- 1951: Rausch einer Nacht
- 1951: Das ewige Spiel
- 1953: Der Vetter aus Dingsda
- 1953: Unter den Sternen von Capri
- 1955: Die Herrin vom Sölderhof
- 1956: Zwischen Zeit und Ewigkeit
- 1957: Zwei Matrosen auf der Alm
- 1958: Alle Sünden dieser Erde
- 1959: Sehnsucht hat mich verführt
- 1960: Das Kamel geht durch das Nadelöhr (TV)
- 1961: Das letzte Kapitel
- 1961: Die Sendung der Lysistrata (TV)
- 1963: Haus der Schönheit
- 1965: Der Forellenhof (Fernsehserie)
- 1965: Die Schlüssel (Fernseh-Mehrteiler)
- 1965: Gewagtes Spiel – Das Privatmuseum (Fernsehserie)
- 1967: Landarzt Dr. Brock – Sonntag mit Überraschungen (Fernsehserie)
- 1969: Herzblatt oder Wie sag ich’s meiner Tochter?
- 1970: Hurra, unsere Eltern sind nicht da
- 1972: Und der Regen verwischt jede Spur
- 1972: Unsere heile Welt (TV-Serie)
- 1973: Alle Menschen werden Brüder
- 1973: Tatort – Tote brauchen keine Wohnung (TV-Reihe)
- 1973: Oh Jonathan – oh Jonathan!
- 1975: Der Edelweißkönig
- 1975: Bitte keine Polizei – Wie Hund und Katze (TV-Serie)
- 1976: Zwickelbach & Co. (TV-Serie)
- 1977: Sylvia im Reich der Wollust
- 1977: Drei Schwedinnen in Oberbayern
- 1978: Zwei himmlische Töchter (TV-Serie)
- 1978: Derrick – Der Spitzel (TV-Serie)
- 1979: Graf Dracula (beisst jetzt) in Oberbayern
- 1980: Drei Schwedinnen auf der Reeperbahn
- 1983: Randale
- 1985: Gefahr für die Liebe – AIDS
- 1986: Die Schokoladenschnüffler
- 1993: Tatort – Himmel und Erde (TV-Reihe)
- 1995: Rennschwein Rudi Rüssel

## Hörbücher und Hörspiele (Auswahl)
- Georges Simenon: Maigret und die Bohnenstange. Bearbeitung: Gert Westphal; Regie: Heinz-Günter Stamm. BR 1961. Der Audio Verlag 2005.